# Arigomphus furcifer
Arigomphus furcifer – gatunek ważki z rodziny gadziogłówkowatych (Gomphidae). Występuje na terenie Ameryki Północnej.